# Catasticta nimbice nimbice
Catasticta nimbice subsp. nimbice es una mariposa conocida como mariposa dardo blanco; pertenece a la familia Pieridae.

## Descripción
El ala anterior el margen costal es ligeramente curvo, ápice redondo, margen distal curvo y margen anal casi recto, torno redondo. Las alas anteriores como las dorsales en su vista dorsal son de color negro. En la región marginal con lúnulas de color beige-dorado (más anchas en el área del ápice del ala). Presenta una banda del mismo color en la región mediana o discal dividida por el área de las venas, y en la región cédula discal cubre más o menos un tercio de esta. Las alas posteriores son ovaladas, ya que el margen costal es redondo, al igual que el discal, difiere un poco el margen anal, ya que es casi recto, el torno es redondo. En la región media del ala presenta otra banda de color beige-dorado, que se corta en el área de las venas. Esta misma banda es más ancha entre las venas A3 y A2 y se desvanece hacia la región basal. Ventralmente las alas son de color negro muy claro, presenta la misma banda en la región media,  y siete manchas beige-amarillo opaco en la región submarginal . y cinco manchas triangulares de color amarillo en la región marginal. En las alas posteriores son de color negro claro, presenta banda blanca en la región media con líneas amarillas intervenales. Seis manchas triangulares amarillas en la región marginal y ocho en la región submarginal combinadas con poco de escamas blancas la base negra.  Presenta tres puntos amarillos en la región basal, y dos puntos rojos. Dorsalmente la cabeza, tórax y abdomen son de color negro, y ventralmente cabeza y tórax son de color negro y el abdomen de color blanco. Las antenas son de color negro con escamas blancas.

## Distribución de la mariposa
Este y oeste de México hasta Oaxaca, en los estados de Sonora, Sinaloa, Jalisco, Colima, Michoacán, Guerrero, Morelos, Oaxaca, Chiapas , Tabasco, Veracruz, Hidalgo, Puebla, Tlaxcala, Nuevo León, Chihuahua, Coahuila, Zacatecas, Durango, Guanajuato, Querétaro, Aguascalientes, México, y Distrito Federal.

## Hábitat
Álvarez-García H. (2013), en su estudio sobre distribución altitudinal y varios tipos de vegetación reporta esta especie a altitudes desde los 1700 hasta los 2200 m s. n. m., donde el tipo de vegetación es el Bosque Mesófilo de montaña y Bosque de Pino-Encino. Por otra parte Vargas-Fernández I. et al. (1991), reportan a esta especie desde altitudes de 1250 en el Faisán en Atoyac, Guerrero. Presentándose en distintos tipos de vegetación: Bosque Tropical-Subcadocifolio y Bosque Mesófilo de montaña. También en el valle de México esta reportada por lo cual Beutelspacher (1980) describe a esta especie propia de las Tierras frías y templadas del centro y sur. En el valle de México vuela de septiembre a diciembre continuándose hasta febrero. También se reporta esta especie en la cañada de los dinamos en la Magdalena Contreras, CDMX. donde la vegetación que predomina es el bosque de Quercus, y Bosque de Abies, y solapamiento con bosque mesófilo de montaña entre altitudes que van desde los 2500 a 3500 m s. n. m.

## Estado de conservación
No está enlistada en la NOM-059, ni tampoco evaluada por la UICN. 